# Flor Ruiz
Flor Denis Ruiz Hurtado (Pradera, 29 de enero de 1991) es una atleta colombiana; que compite en la prueba de lanzamiento de jabalina. Participó  en los Juegos Olímpicos de verano de 2012 y 2016, y llegó a la final en 2016.

## Biografía
Ruiz comenzó a jugar competiciones nacionales en 2009 y debutó internacionalmente al año siguiente. Durante su carrera ha cosechado numerosos éxitos en el ámbito regional, entre los que destacan dos medallas de oro en los Campeonatos Sudamericanos de 2013 y 2017 y premios de igual valor en los Juegos Sudamericanos y en los Juegos CAC ambos de 2014.
A nivel mundial participó en algunas ediciones de la Copa del Mundo y en dos ediciones de los Juegos Olímpicos, llegando a la final durante los Juegos Olímpicos de Río de Janeiro 2016. Durante 2016, en Cali, Ruiz mejoró su marca personal y nacional y estableció un nuevo récord sudamericano en lanzamiento de jabalina.
Después de años caracterizados por algunos éxitos en el ámbito continental, en 2023 estuvo a punto de conquistar el título mundial en el campeonato mundial de Budapest, pero ganando la plata detrás de la japonesa Haruka Kitaguchi.